# Списак острва у Северном леденом океану
Ово је списак острва у Северном леденом океану, пореданих по државама којима припадају.

## Канада
- Канадски арктички архипелаг
  - Острва Краљице Елизабете
    - Аксел Хајберг
    - Елсмир
    - Девон
    - Мелвил

  - Бафинова земља
  - Банкс
  - Викторија
- Хансово острво (споран статус са Гренладом / Данском)

## Данска
- Гренланд
  - Архипелаг Асијат
  - Острво Клаверинг
  - Острво Географског друштва
  - Острво Кафеклубен
  - Земља Милна
  - Наресланд
  - Кекертарсуак (или Диско острво)
  - Шанон
  - Трејл
  - Имер
- Хансово острво (споран статус са Канадом)

## Исланд
- Бјарнареј
- Дрангеј
- Елдеј
- Енгеј
- Флатеј на Брејда фјорду
- Флатеј на Скјалфанди
- Гримсеј
- Хејмаеј
- Хрисеј
- Хвалбакур
- Колбејнсеј
- Малмеј
- Папеј
- Суртсеј
- Видеј
- Вигур
- Ајдеј

## Норвешка
- Медвеђе острво
- Јан Мајен
- Архипелаг Свалбард:
  - Баренцово острво
    - Алексејевоја
    - Кукенталоја

  - Еџ (Едгеоја)
    - Халвманоја
    - Група острва Рејке Ејсе
    - Група Хиљаду острва
    - Група острва Цајља

  - Острво Наде (или Острво Хопен)
  - Земља краља Карла
    - Абелоја
    - Конгсоја
    - Свејскоја

  - Квитоја (или Бело острво)
  - Североисточна земља
    - Чермсидеоја
    - Фојноја
    - Острва Карла XII
    - Лагоја
    - северни и јужни Кастренојани
    - Репојане
    - Сабинеојане
    - Скоресбиоја
    - Стороја

  - Земља принца Карла
  - Шпицберген
    - Амстердамоја
    - Данско острво
    - Фуглесанген
    - Мофен
    - Нимар, или Острво Нова земља на Свалбарду
    - Соркапоја
    - Вилхелмоја

  - Седам острва
    - Острво Мартенса
    - Острво Нелсона
    - Острво Размишљања
    - Острво Волдена
    - Острво Филипа
    - Велики Столови
    - Мали Столови
    - Росоја

## Русија
Острва руског Арктика
- Острво Викторија
- Земља Фрање Јосифа
  - Георгова земља
  - Земља Виљчека
  - Острво Грејема Бела
  - Александрина земља
  - Острво Гаља
  - Острво Солсбери
- Колгујев
- Нова земља
  - Северно острво
  - Јужно острво
  - Вајгач
- Острво Бели
- Острво Шокалског
- Острво Вилкицког
- Острво Олени
- Острва Заповједник
  - Острво Диксон и Острво Сибирјаковска
  - Острва Карског мора
    - Острво Свердуп
    - Острва Арктичког института
    - Острва Известија ЦИК
    - Острво Уједињења
    - Острва Сергеја Кирова
    - Острво Веронина
    - Острво Тајмир
    - Острво Колчака
    - Острвље Минина

  - Архипелаг Норденшелда
    - Острва Литке
    - Острва Циволко
    - Острва Пахтусова
    - Источна острва
    - Острва Вилкицког
    - Лафетнија и Пролифнија острва
- Острво Ушакова и Острво Визе
- Северна земља
  - Острво Октобарске револуције
  - Острво бољшевика
  - Острво комсомолца
  - Острво пионира
  - Де Лонгова острва
- Велики Бегичев
- Новосибирска острва
  - Анжу острва
  - Де Лонгових острва
  - Љаховска острва
- Медвеђа острва
- Ајон
- Врангелово острво
- Велики Диомед или Ратмановљево острво

## САД
- Бартер
- Ареј
- Мали Диомед, део Диомедових острва